# Municipio de Oak Valley (Dakota del Norte)
El municipio de Oak Valley (en inglés: Oak Valley Township) es un municipio ubicado en el condado de Bottineau en el estado estadounidense de Dakota del Norte.

## Geografía
El municipio de Oak Valley se encuentra ubicado en las coordenadas 48°46′38″N 100°30′43″O / 48.77722, -100.51194. Según la Oficina del Censo de los Estados Unidos, el municipio tiene una superficie total de 93.51 km², de la cual 93,28 km² corresponden a tierra firme y (0,24 %) 0,23 km² es agua.

## Demografía
Según el censo de 2010,había 52 personas residiendo en el municipio de Oak Valley. La densidad de población era de 0,56 hab./km². De los 52 habitantes, el municipio de Oak Valley estaba compuesto por el 96,15 % blancos, el 1,92 % eran de otras razas y el 1,92 % eran de una mezcla de razas. Del total de la población el 1,92 % eran hispanos o latinos de cualquier raza.
Según el censo de 2020, los residentes eran 68, de los cuales 63 eran blancos, 3 eran amerindios, 1 hispano o latino, y 1 de otra raza.